# Levant (Kansas)
Levant es un lugar designado por el censo ubicado en el condado de Thomas en el estado estadounidense de Kansas. En el año 2010 tenía una población de 61 habitantes.

## Geografía
Levant se encuentra ubicado en las coordenadas 39°23′1.21″N 101°11′47.8″O / 39.3836694, -101.196611 (39.38367° -101.19661°).